# Diphucephala lateralis
Diphucephala lateralis är en skalbaggsart som beskrevs av Macleay 1886. Diphucephala lateralis ingår i släktet Diphucephala och familjen Melolonthidae. Inga underarter finns listade i Catalogue of Life.